# 波爾克鎮區 (密蘇里州迪卡爾布縣)
波爾克鎮區（英語：Polk Township）是位於美國密蘇里州迪卡爾布縣的一個行政鎮區。

## 地方資料
波爾克鎮區的面積為147.36平方千米，當中陸地面積為146.35平方千米，而水域面積為1.00平方千米。根據2020年美國人口普查的數據，當地共有人口853人，而人口密度為每平方千米5.79人。